# 扁刺峨眉蔷薇
扁刺峨眉蔷薇（学名：Rosa omeiensis f. pteracantha）为蔷薇科蔷薇属峨眉蔷薇下的一个变型。

## 扩展阅读
- 維基物種上的相關：扁刺峨眉蔷薇